# Episodi de Le tre rose di Eva (seconda stagione)
La seconda stagione della serie televisiva Le tre rose di Eva, composta da 14 episodi, è stata trasmessa in prima visione assoluta in Italia da Canale 5 dal 4 settembre all'11 dicembre 2013. I registi di questa stagione sono Raffaele Mertes e Vincenzo Verdecchi, ma ad eccezione dell'episodio 2 non è dato sapere se hanno diretto gli episodi in coppia o singolarmente. 
| nº | Titolo      | Prima TV Italia   |
| -- | ----------- | ----------------- |
| 1  | Episodio 1  | 4 settembre 2013  |
| 2  | Episodio 2  | 11 settembre 2013 |
| 3  | Episodio 3  | 17 settembre 2013 |
| 4  | Episodio 4  | 18 settembre 2013 |
| 5  | Episodio 5  | 25 settembre 2013 |
| 6  | Episodio 6  | 2 ottobre 2013    |
| 7  | Episodio 7  | 9 ottobre 2013    |
| 8  | Episodio 8  | 16 ottobre 2013   |
| 9  | Episodio 9  | 30 ottobre 2013   |
| 10 | Episodio 10 | 13 novembre 2013  |
| 11 | Episodio 11 | 20 novembre 2013  |
| 12 | Episodio 12 | 27 novembre 2013  |
| 13 | Episodio 13 | 4 dicembre 2013   |
| 14 | Episodio 14 | 11 dicembre 2013  |

## Episodio 1
- Diretto da:
- Scritto da: Michele Abatantuono (sceneggiatura), Luca Biglione (sceneggiatura e soggetto), Maria Carmela Cicinnati (soggetto) e Nicola Lusuardi (soggetto)

### Trama
Aurora vuole partorire a Primaluce dove vive con Alessandro e Marzia, così Ottavia chiama l'ostetrica Sonia Sommariva (ex moglie di Cesare, che l'aveva lasciata per andare con Laura). La bambina nasce e Alessandro e Aurora la chiamano Eva come la madre di questa. Livia, la madre di Alessandro, è furiosa per il nome, lo stesso della madre di Aurora che era però anche l’amante di suo marito. La donna si rifiuta di vedere la nipote, mentre Edoardo, vincendo i sentimenti che prova per la neo-mamma, regala una collana costosissima per la bimba, ma Aurora non l'accetta, ringraziandolo comunque. 
Nel frattempo Elena, uscita dalla clinica sempre più pazza, cerca di prendere in braccio Eva e quando viene cacciata urla la sua rabbia con un “Vi odio tutti”. Poco più tardi torna anche Tessa a Villalba per vedere la nipote. Più tardi Marzia, Mancini e Alessandro vanno in paese. 
Di notte mentre Ottavia dorme e Tessa si sta rilassando nella vasca da bagno, Aurora sente un rumore ed alzandosi dal letto, nella culla non trova la bambina e va fuori a cercarla con Alessandro e Antonio Mancini. I due uomini però trovano solo Aurora, svenuta vicino al castello di Pietrarossa, dove una donna bionda evita accuratamente di farsi vedere. È Veronica, moglie di Amedeo Torre, che la mattina seguente si presenta a Primaluce da Ottavia, la nonna delle sorelle Taviani, dicendogli di aver acquistato con il marito i poderi di Pietrarossa. Subito dopo Veronica torna a casa e si reca nella soffitta di Pietrarossa, dove visita un misterioso individuo. 
Aurora intanto cerca di ricordare quello che è successo la notte prima, anche se è ancora sotto shock. Ricorda però che una donna ha portato via la sua bambina, e dice che quella donna è Elena. 
Il nuovo parroco del paese, don Lorenzo, poco dopo trova la pazza in chiesa, sporca di sangue, ma la ragazza fugge senza dire nulla. E torna a casa, dove ci sono già Alessandro e Aurora ad aspettarla. Elena racconta di aver tentato il suicidio, e quindi quel sangue è il suo. Poi, come conferma don Lorenzo, è rimasta chiusa in chiesa tutta la notte. 
Livia insinua che sia stata Aurora a sbarazzarsi della piccola Eva, magari in preda a una crisi. Al cimitero di Villaba l'ombra minacciosa di Ruggero Camerana si avvicina verso la tomba della figlia Viola dicendo che sarebbe ancora viva se non fosse morta in quell'incidente stradale. 
Edoardo chiama Ferentino dicendogli di andare nei sotterranei della banca. Dunque, una volta riuniti Edoardo, Ferentino, Terenzi e molti altri, si decide che quello sarà il nuovo covo de le Tre Rose. Livia incontra in giardino l'avvocato Scilla (che è stato radiato dall'albo dei magistrati e liberato solo per complicità d'omicidi e che ora ospita in casa sua Laura) e questo le dice che Pietrarossa è stata riaperta da Amedeo Torre. 
Intanto Bruno rivela a Tessa che si è sposato con Sofia, però i due non riescono a trattenersi e si baciano. Amedeo va da Ottavia, che si trova sola in casa, e le dice che non sa niente del rapimento della piccola Eva, ma Ottavia lo manda via. Prima di andarsene, però, Amedeo gli dice che le farà visita nuovamente e a Ottavia viene in mente un ricordo nel cui Eva, con un fucile, scacciò Amedeo da Primaluce. Antonio Mancini cerca di sapere da Aurora come sono andati i fatti. La sua posizione infatti si aggrava, il pm vuole vederci chiaro e vuole disporre una perizia psichiatrica, credendo che possa essere davvero Aurora la responsabile della sparizione della bambina. 
Elena confida a don Lorenzo i suoi tormenti. Lui le offre il suo aiuto e lei gli salta addosso. A quel punto il sacerdote la respinge e lei dà di matto. Qualcuno lascia dai Monforte una busta con la foto della piccola Eva. Livia, che ha trovato la foto, capisce di aver fatto un errore ad accusare Aurora, ma ormai è tardi per i pentimenti. Edoardo nel mentre convoca la setta, credendo che qualcuno dei membri sia responsabile della sparizione della piccola Eva, ma non è così. Chiede però di indagare, vuole rendersi utile per trovarla. 
Laura Sommariva si ritrova con il conto in banca bloccato, auto e casa pignorate, per i troppi debiti. Fuori dalla banca la ragazza incontra Edoardo, gli chiede un passaggio e tenta di rubargli la collana destinata ad Aurora. Le va male però: lui la blocca, la riprende e la insulta. Intanto Filippo Sommariva, figlio di Cesare, scopre che la madre Sonia è complice del rapimento di Eva. Edoardo crede che sia stato lui a portare via la bambina, siccome è un avanzo di galera, ma a quanto pare si sbaglia. 
Intanto Tessa rivede Bruno. Lui la tratta malissimo per il suo comportamento e le dice di essersi sposato. Ha fatto presto a dimenticarla, e lei evita di spiegargli il motivo per cui se ne è andata. I fratelli Monforte, certi che i fratelli Sommariva siano coinvolti nel rapimento, vanno a casa di Sonia, madre dei due ragazzi ed ex moglie di Cesare. Tra i 4 finisce a botte e quando arrivano i carabinieri interrogano Filippo, senza trovare però elementi per fermarlo. L’unica cosa che lo collega alle Taviani è una fotografia nel portafoglio, insieme ad Aurora. Alessandro chiede ad Aurora cosa li legava. I due però vengono interrotti da Edoardo: qualcuno ha fatto ritrovare una bara di legno con dentro un orsacchiotto che indossa il pigiama di Eva. C’è anche una richiesta di riscatto, 3 milioni di euro. Il direttore della banca, che dovrebbe aiutare i Monforte con i soldi del riscatto, è in realtà in combutta col rapitore.
Aurora però di colpo ricorda chi ha rapito sua figlia Eva, Viola. Alessandro è incredulo, la ragazza è morta sei mesi prima in un incidente d’auto o almeno così dovrebbe essere. Mentre a Pietrarossa Livia affronta Amedeo, credendo sia coinvolto nel rapimento della nipote, la moglie dell’uomo, Veronica, che chiaramente ha degli scheletri nell’armadio, è in chiesa. Veronica sembra avere un rapporto molto intimo con don Lorenzo. Tessa aiuta Laura con del denaro, e la spinge a trovare lavoro in un locale di lap dance, con scarsi risultati. 
A quel punto Laura, che aveva già rifiutato in passato l’ospitalità di Alfredo Scilla, decide di tornare a vivere con l’uomo. Tra Tessa e Bruno c’è ancora uno scontro, che questa volta finisce in passione. Il direttore della banca incontra Viola, che è viva e vegeta. La ragazza le ordina di uccidere Alessandro alla consegna del denaro. Ma anche Sonia è in combutta con Viola, e Filippo la scopre. Il ragazzo corre quindi da Aurora per aiutarla: chi ha rapito Eva non vuole i soldi, ma vuole portare via la bambina dalla sua famiglia. Intanto il direttore della banca sta per uccidere Alessandro, ma arrivano i carabinieri e finisce in uno scontro a fuoco durante il quale l’uomo muore senza rivelare dove si trova la piccola Eva. 
Nel mentre Aurora, trovata la bambina insieme a Filippo, sta andando verso l’auto quando appare di fronte a lei Viola, tutt'altro che morta come tutti credevano. Viola prende la bambina e monta in auto con lei, ma prima di partire spara contro il petto di Aurora, che cade sul cemento.
- Altri interpreti: Karen Ciaurro (Amanda, da giovane), Fabrizio Giannini (brigadiere Forlai)

## Episodio 2
- Diretto da: Raffaele Mertes
- Scritto da: Michele Abatantuono (sceneggiatura), Luca Biglione (soggetto), Maria Carmela Cicinnati (sceneggiatura e soggetto) e Nicola Lusuardi (sceneggiatura e soggetto)

### Trama
Aurora viene portata d'urgenza in ospedale da Filippo. Le Taviani, Alessandro ed Edoardo assistono impotenti guardando Aurora in fin di vita. Ecco però che all'ultimo minuto interviene Amedeo Torre che riesce facilmente a curare Aurora dimostrando di essere un medico. Aurora è quindi salva e torna a Primaluce. 
Ma come i guai finiscono per Aurora non è lo stesso per Edoardo che viene rapito dagli uomini di Ferentino e portato nel nuovo covo de le "Tre Rose" dove Ferentino scoperto che Viola è viva, domanda ad Edoardo chi poteva averla salvata e quindi intuisce che se Viola è viva, Ruggero non è lontano: Ferentino è quindi costretto a liberare Edoardo e chiedere aiuto a Scilla che decide di ritornare fra le "Tre Rose". Ferentino però non sospetta minimamente che Ruggero è di nuovo in azione. Infatti scoperto che la figlia Viola è viva ed inizia le ricerche della tanto amata figlia. 
Alessandro e Aurora con l'aiuto di Mancini trovano il luogo dove Viola tiene la bambina e sono pronti ad intervenire. Viola inaspettatamente si trova in casa il padre, Ruggero che gli ordina di scappare perché Mancini sta arrivando ma Viola rimane lì venendo catturata e portata in carcere, mentre Aurora e Alessandro si riprendono la piccola Eva, Ruggero però fugge. 
Dopo il ricevimento per il ritorno della figlia, Amedeo dimostra ad Aurora che conosceva la madre di lei ed Ottavia, dopo che Aurora se ne va, lo osserva e gli dice che non deve più avvicinarsi ad Aurora. 
Intanto Sonia Sommariva fuggita ai controlli della polizia incontra Amedeo vicino al lago, dicendogli che se non l'aiuterà a scappare lei racconterà i pochi segreti che conosce di Pietrarossa. Amedeo però la minaccia e se ne va. Appena il marito se ne va arriva Veronica che racconta a Sonia minacciandola e ricordandogli di un ricordo: Sonia era a Pietrarossa e stava portando via un bimbo ed una bambina e all'improvviso degli schizzi di sangue sulle pareti. 
Qualcuno spia Veronica e Sonia e dopo che la prima se ne va una persona vestita di nero ed incappucciata inizia a spingere Sonia nel lago facendola affogare e andandosene. Cesare teme per la morte dell'ex moglie andando ad incoraggiare i figli Andrea e Filippo.
Veronica ed Edoardo pianificano un piano insieme: Veronica darà in prestito ad Alessandro le vigne di Pietrarossa e tenterà di sedurlo così Edoardo avrà sua Aurora. Intanto dopo aver compiuto il loro piano Veronica va nella misteriosa soffitta di Pietrarossa dicendo alla misteriosa persona che aveva ucciso Sonia "Ti ho portato da mangiare". 
Aurora e Alessandro trovano nello studio di Ottavia un video e lo guardano infatti nel video è contenuto il più grande mistero di Pietrarossa: l'identità del padre delle sorelle Taviani, ossia Amedeo Torre.

## Episodio 3
- Diretto da:
- Scritto da: Michele Abatantuono (sceneggiatura), Luca Biglione (soggetto), Christian Bisceglia (sceneggiatura), Maria Carmela Cicinnati (soggetto) e Nicola Lusuardi (soggetto)

### Trama
Aurora mostra alle sorelle e alla nonna la videocassetta che ha trovato, esponendo i suoi dubbi: Amedeo potrebbe essere il loro padre. Se Tessa sembra possibilista e felice, Marzia non ci crede e non è nemmeno entusiasta. La nonna invece esclude che possa essere vero e se la prende molto quando la nipote non le crede. Ottavia mente alla nipote dicendo che lo conosce appena non rivelandole il misterioso legame che in realtà li lega. 
Aurora approfitta del fatto che Alessandro sta andando a Pietrarossa a parlare con Amedeo e Veronica di lavoro per andare con lui e consegnare la videocassetta ad Amedeo, perché la veda e perché possano incontrarsi il giorno seguente per parlare.
A Pietrarossa Aurora conosce Elvira, la figlia che Amedeo ha avuto dal suo primo matrimonio, appena arrivata in paese. La ragazza fa subito capire agli ospiti che non gradisce la sua matrigna e la ritiene addirittura responsabile della morte di sua madre. Fatto sta che, una volta morta la madre, lei è riuscita a insinuarsi in brevissimo tempo nelle loro vite. 
Amedeo, rimasto solo, guarda la videocassetta, rimanendone molto colpito, ma non è ancora chiaro se lui sia il vero padre delle tre Taviani. Ma lasciando scorrere il nastro, poco dopo, vede che ci sono anche altre riprese, di due bambini biondi che giocano a palla, gli stessi che si sono visti nei ricordi di Veronica. E quelle immagini, insieme al ricordo di una cicatrice dietro a un orecchio, scatenano nella mente di Amedeo un terribile pensiero: quella bambina bionda, Amanda, è la donna che lui ha sposato e che si fa chiamare Veronica. Se Veronica teme che suo marito stia iniziando a sospettare di lei e ne parla con don Lorenzo, Amedeo manda via subito Elvira dalla villa, con l’intento di proteggerla, anche se lei non sembra capire e la prende molto male. 
Di notte Amedeo va in soffitta per scoprire di chi erano quei passi che aveva sentito il giorno prima. Arrivato vede poco più in là dalla porta una mensola con le foto di don Riccardo, Luca Monforte, Sonia Sommariva e la sua segnate con una X rossa mentre quelle di Livia, Ottavia, Viola, Ruggero Camerana, Aurora ed Alessandro intatte. Preoccupato della sua foto segnata cerca di tornare indietro ma l'assassina misteriosa che aveva ucciso Sonia lo colpisce alla testa con un martello, uccidendolo per poi nascondersi. 
Credendolo morto Veronica, da poco tornata a casa, chiama Edoardo per farsi aiutare a liberarsi del cadavere. L’uomo accetta di aiutarla, ma lei in cambio dovrà separare per sempre Alessandro e Aurora. Edoardo chiama Andrea Sommariva per farsi aiutare, al quale offre 100000 € per prendere in gestione un locale notturno da lui desiderato. Prima di lanciare giù da un burrone l’auto di Amedeo con dentro il suo corpo, i due uomini si accorgono che è vivo, ma procedono comunque, nonostante le remore di Andrea. 
La mattina seguente è proprio Veronica ad avvisare Alessandro e Aurora del tragico incidente in cui ha perso la vita suo marito, fingendosi molto addolorata. Chi invece non crede alle lacrime della donna è Elvira, che durante il funerale parla con Aurora, dicendole di sospettare di Veronica, non solo per la morte della madre ma anche del padre. E la mette in guardia dal fatto che Alessandro potrebbe presto finire tra le grinfie della donna. 
Ferentino va in carcere e fa torturare Viola perché confessi dove si trovano i soldi della setta, ma la ragazza è aggressiva e non intende parlare. Ruggero minaccia Laura, affinché vestita da infermiera, entri nella clinica per rassicurare sua figlia Viola e farle sapere che presto la tirerà fuori. 
Nel mentre Alfredo Scilla chiede aiuto a Ferentino per essere protetto perché, se Ruggero è vivo lo ucciderà, ma Ferentino gli dice che nessuno può essere al sicuro se nemico di Camerana. 
Bruno torna invece da Tessa, per dirle che ora conosce la verità e che la ama ancora. Per questo vuole lasciare sua moglie per tornare con lei, stavolta per sempre. La ragazza è al settimo cielo, ma il giorno seguente deve ricredersi. Bruno infatti non ha il coraggio di mettere fine al suo matrimonio, perché sua figlia è finalmente felice di avere una famiglia. 
Andrea intanto ha i soldi per aprire il locale e cerca una socia in Tessa, che alla fine decide di accettare. Marzia frequenta sempre più Filippo Sommariva con la scusa del lavoro, e i due finiscono per baciarsi quando lui le insegna ad andare a cavallo. Cesare decide di affittare i suoi terreni ad Ottavia per estendere Primaluce. 
Don Lorenzo sta pregando e arriva la misteriosa assassina di Sonia ed Amedeo che avverte il ragazzo di tornare dalla sua parte, e questo si mette a piangere dicendo che non vuole e che non può. Livia porta dei fiori alla tomba di Amedeo dicendo che le dispiace ma nessuno può regnare a Pietrarossa. Aurora, insospettita dalla morte di Amedeo, decide di andare a trovare Elvira, con la quale si sta instaurando un bellissimo rapporto. La ragazza mette ancora una volta in guardia Aurora da Veronica. Per questo, una volta tornata a casa, la ragazza convince Alessandro a non accettare il lavoro a Pietrarossa. Veronica non prende bene il rifiuto, e a questo si aggiunga che don Lorenzo non sembra più tanto convinto di voler aiutare la donna nei suoi loschi piani. 
Qualcuno manda ad Edoardo un messaggio anonimo dicendo di averlo visto uccidere Amedeo. Mentre Veronica, che ha trovato in casa sua la fede di Alessandro da lui lì dimenticata una sera, la nasconde nel suo letto per far credere che il Monforte sia il suo amante, Alessandro convince Aurora che devono lasciare Primaluce per ricominciare una nuova vita.

## Episodio 4
- Diretto da:
- Scritto da: Michele Abatantuono (sceneggiatura), Luca Biglione (soggetto), Maria Carmela Cicinnati (soggetto) e Nicola Lusuardi (sceneggiatura e storia)

### Trama
Il giorno seguente Veronica, fingendosi cordiale con Elvira, la invita a prendere dalla sua camera alcune fotografie di suo padre Amedeo. Lei accetta rispondendole malamente. Una volta in camera, Elvira, oltre alle foto del padre deceduto, trova sotto il cuscino la fede di Alessandro sporca di sangue messa volutamente da Veronica e corre da Aurora per rivelarle la sua scoperta. Anche a causa di questa rivelazione, il rapporto tra lei e Alessandro comincia a vacillare. 
Dopo mesi trascorsi nell'esercito, Matteo torna a Villalba, dove Elena lo convince a mettersi contro Edoardo per sfiduciarlo e ridare la direzione delle vigne Monforte ad Alessandro. Quest'ultimo però non accetta e così Edoardo resta alla guida dell'azienda. L'esito è che Elena non vuole più uscire dalla sua camera e Matteo se ne va, Edoardo però lo insulta e scoppia una rissa in cui Edoardo spinge Matteo che cade battendo la testa e finendo in ospedale. 
Aurora ed Elvira stringono un patto: scoprire come è morto Amedeo, e cercano indizi nell'inquietante soffitta di Pietrarossa ma non sanno che lì abita una misteriosa presenza. 
Veronica incontra Edoardo e lo informa che tutto sta procedendo secondo i piani. Edoardo invita Veronica a non abbassare la guardia con il maresciallo Mancini, essendo lui un tipo puntiglioso e le rivela che qualcuno lo sta ricattando, qualcuno che lo ha visto compiere l'omicidio di Amedeo Torre. 
Edoardo va al bar da Andrea e gli fa leggere il biglietto anonimo che ha ricevuto. Andrea é impaurito e teme di finire nei guai. Edoardo lo invita a mantenere la calma e gli dice di avvertirlo in caso notasse qualcosa di strano. 
Poco dopo, quando Aurora sta uscendo dalla villa, Veronica fa quasi sbranare la povera ragazza dai suoi cani e solo grazie all'aiuto di Filippo, che dice a Veronica di richiamere i cani, Aurora riesce a scappare. Dopo che Filippo la riporta a casa, Marzia viene molto attirata dal giovane Sommariva tanto da baciarlo segretamente. 
Cesare va da Edoardo e gli racconta che lui ha visto tutto mentre buttava giù la macchina di Amedeo e minaccia di dirlo alla polizia, ma Edoardo gli risponde che con lui c'era anche Andrea, e quindi Cesare è costretto a tacere per non mandare in carcere il figlio. 
Intanto Andrea con i soldi che Edoardo gli ha dato apre un bar insieme a Tessa che chiama Tessa Bar, che riscuote molto successo già dalla prima sera. Ma quando Tessa esce, trova Bruno che le dice di amarla, ma lei non ci bada. Bruno allora la vuole baciare, ma interviene Andrea che lo manda via. Ruggero e Ferentino tramite Edoardo si danno appuntamento al bosco di Villalba: Ferentino libererà dal carcere Viola in cambio dei conti di Ruggero, ma Ferentino vedendo che Ruggero non scende dalla macchina va a controllare ma al posto di Ruggero trova il corpo senza vita di Terenzi; infatti Terenzi era stato rapito da Ruggero e ucciso per distrarre Ferentino. 
Elvira sta camminando e sviene, poiché Veronica l’ha avvelenata, ma Elena se ne accorge e la porta alla villa dei Monforte dove la cura. Ruggero allora va a casa Scilla dove dopo aver attirato li Mancini con l'inganno si fa arrestare dal giovane maresciallo in cambio della libertà della figlia. E così succede. 
Matteo decide di perdonare il padre e va a vivere con lui dove rimane attratto da Laura. Di prima mattina Veronica incontra don Lorenzo che le dice che ha deciso di tornare dalla sua parte. E mentre questi tramano nell'ombra Aurora ed Alessandro si baciano appassionatamente nella vasca. Ma nella soffitta di Pietrarossa il destino vuole che la loro felicità non duri a lungo, perché Elisabetta, l'assassina con il mantello nero, vuole uccidere Alessandro Monforte.

## Episodio 5
- Diretto da:
- Scritto da: Michele Abatantuono (sceneggiatura), Luca Biglione (soggetto), Maria Carmela Cicinnati (soggetto) e Nicola Lusuardi (soggetto)

### Trama
Aurora intenta nuovamente a scoprire la verità sull'omicidio di Amedeo decide di andare nel luogo del presunto incidente. Li trova una bottiglia delle ex cantine Sommariva e capisce che Cesare potrebbe aver visto qualcosa. Aurora si dirige quindi da Sommariva per fargli domande, ma Cesare sembra proteggere qualcuno ma alla fine confessa che è stato Edoardo. 
Aurora corre subito alla villa dei Monforte e dopo aver avvertito i carabinieri, Edoardo viene portato in caserma perché sospettato per l'omicidio di Amedeo Torre. La mossa di Aurora la mette contro Alessandro, che crede il fratello innocente, e la nonna Ottavia, che non desidera sentir parlare di Amedeo. Mancini interroga Edoardo e lo rilascia subito dopo perché Cesare deve testimoniare di fronte ai carabinieri. Edoardo preoccupato degli ultimi avvenimenti attira fuori casa Cesare con una scusa e gli fa capire che se parla, Edoardo dirà la verità cioè che l'ha aiutato anche Andrea. Cesare per il bene del figlio deve tacere e il giorno dopo affronta Andrea dicendo che non vuole essere il padre di un assassino. 
Marzia è sempre più attratta da Filippo e decide di finire la storia con Antonio Mancini. Villalba nomina un nuovo direttore del consorzio nazionale: Alessandro, ma il giovane Monforte non sa che il fratello Edoardo sta pianificando con Veronica di allontanarlo da Aurora.
Ruggero, ora in carcere, riceve una visita da Alfredo Scilla. Ruggero gli domanda se è stata la setta ad uccidere Amedeo, e Alfredo gli risponde di no, e se ne va via preoccupato. 
Veronica, la signora del castello Pietrarossa, si dirige in soffitta, li Elisabetta gli spiega che con Alessandro sta facendo un buon lavoro e presto lo elimineranno definitivamente, ma devono uccidere un'altra persona prima di lui, ed Elisabetta segna la foto della prossima vittima; Viola.
A Primaluce, Ottavia va nella sua camera da letto, apre il doppio fondo di un cassetto del comò e prende una lettera importante che la figlia Eva gli aveva dato prima di partire, infatti, nella lettera sono contenuti documenti sui misfatti commessi da Amedeo Torre. 
Veronica fa trovare sopra la scrivania di Alessandro una foto con Ruggero Camerana, Luca Monforte, Alfredo Scilla, Giuseppe Ferentino e Manuele Terenzi darsi la mano. Quella foto incuriosisce Alessandro.  
Tessa viene informata da Andrea che il Tessa Bar ha preso fuoco anche se non con gravi danni. Bruno, scoperta la sorte del bar, si accorge che i palmi delle mani della figlia, Clelia, sono ustionati ed inizia a sospettare che dietro l'incendio ci sia Sofia. 
Dopo essersi ristabilita, Elvira fa una passeggiata con Elena e li le due iniziano a diventare amiche. Don Lorenzo sotto ordine di Elisabetta va in carcere da Ruggero per fingere di aiutarlo a far liberare Viola, dall'ospedale. Don Lorenzo aspetta sera e con un'astuta mossa fa evadere Viola per poi farla cadere nelle mani di Elisabetta che la narcotizza e di fronte al lago di Villalba la fa saltare in aria con una bomba.
Alfredo e Laura insieme a Matteo vanno al mare dove Matteo e Laura vanno in acqua raggiungendo la costiera opposta e mentre Alfredo è distratto i due si baciano, ma Laura respinge Matteo perché prova qualcosa per Alfredo. Ruggero viene portato nella sala interrogatorio dove c'è Antonio, li il neo Maresciallo gli spiega che Viola è morta. Ruggero si infuria e tenta di strozzare Antonio, ma due agenti lo salvano portando Camerana nella sua cella deciso a collaborare. 
Livia si presenta al castello Pietrarossa per parlare con Veronica Torre. Livia spiega che Alessandro non ha sposato Aurora e anche se ora i due hanno una figlia, Livia la tenta di convincere a mettersi con Alessandro. Dopo questa discussione Livia va via mentre Veronica sale in soffitta dove Elisabetta attacca alla mensola la foto segnata di Viola. Veronica si fa avanti ed Elisabetta la chiama con il suo vero nome Amanda facendogli capire che è disposta a tutto pur di uccidere le persone rimanenti: Ottavia, Livia, Ruggero, Alessandro e Aurora. Veronica le obbedisce rivelandoci che la misteriosa Elisabetta non è altri che sua madre.

## Episodio 6
- Diretto da:
- Scritto da: Michele Abatantuono (sceneggiatura), Luca Biglione (soggetto), Maria Carmela Cicinnati (soggetto), Chiara Clini (sceneggiatura) e Nicola Lusuardi (soggetto)

### Trama
A Villalba, si celebra il funerale di Viola Camerana, dove il padre Ruggero ha avuto delle ore di permesso per assistere all'addio della figlia. Oltre a Ruggero al funerale partecipano anche Alessandro e Cesare. 
Intanto a Pietrarossa, Elisabetta spiega ai figli Veronica e Don Lorenzo che Ottavia parlò con Amedeo, poco prima che questo morisse e che la donna potrebbe essere in possesso di alcuni documenti importanti. 
Ruggero esce dalla chiesa e viene riportato in carcere dove lo attende Ferentino. Ferentino spiega che qualcosa a Villalba non quadra e devono unire le forze per scoprire chi è dietro agli omicidi di Amedeo e Sonia perché quel qualcuno potrebbe vendicarsi anche di loro. Alessandro chiede ad Aurora di sposarla e questa accetta. 
Alfredo Scilla sempre più convinto di essere il prossimo ad essere ucciso dà a Laura la combinazione della cassaforte dove questo possiede lingotti d'oro con lo stemma de le "Tre Rose" e Laura insospettita si appunta il simbolo. 
Livia per impedire le nozze fra Alessandro ed Aurora denuncia la giovane per quello che i giornali avevano scritto su Edoardo per l'assassinio di Amedeo. Aurora affronta Livia, ma nel confronto fra le due Aurora tira uno schiaffo a Livia ed Alessandro la manda via e decide di sciogliere il matrimonio. 
Ottavia prende la lettera che la figlia Eva le aveva dato anni addietro e si reca a Villa Monforte, dove incontra Livia, minacciandola. La Monforte però la ignora. Ottavia allora si incammina per la strada per tornare a casa, ma Elisabetta nascosta nel suo mantello nero, la aggredisce e l'anziana Taviani ha un infarto. 
Elena trova Ottavia e la porta in ospedale dove accorrono Marzia ed Aurora, mentre Tessa resta a casa con la piccola Eva. 
Ruggero viene interrogato da Antonio su chi possa aver ucciso Sonia ed Amedeo, ma Camerana non gli risponde. 
Bruno scopre che a dare fuoco al bar era stata Clelia, sua figlia, da sola e non con Sofia che quel giorno era a casa e quindi chiede scusa a Sofia che però gli fa giurare di non cercare più Tessa. A sera Laura va in camera di Matteo e i due si baciano, ma Laura se ne va lo stesso. 
Alessandro ed Aurora hanno una discussione ad un bar e Filippo si intromette per cercare di difendere Aurora, ma arrivano i carabinieri che lasciano andare i tre mettendoli però in guardia di non combinare guai. Ormai la relazione fra Alessandro e Aurora è finita. 
A Primaluce, Elisabetta attira in magazzino Tessa e la chiude dentro. Tessa riesce a liberarsi e vede Elisabetta incappucciata portare via i documenti che Ottavia custodiva, Tessa però la vede solo incappucciata e chiama subito Aurora, la quale però non le crede. Elvira decide di pagare la multa per Aurora, ma questa rifiuta. Aurora va in ospedale dove la nonna è in coma e vede li il crocifisso di don Lorenzo intuendo che il parroco in qualche modo è coinvolto nell'accaduto. Ruggero dubita delle verità di don Lorenzo e gli domanda chi lui sia, ma don Lorenzo scappa. Alessandro, rotto il matrimonio con Aurora, bacia Veronica Torre nella villa dei Monforte in riva al lago e i due cominciano a fare l'amore.

## Episodio 7
- Diretto da:
- Scritto da: Michele Abatantuono (sceneggiatura), Luca Biglione (soggetto), Maria Carmela Cicinnati (soggetto) e Nicola Lusuardi (soggetto)

### Trama
Veronica, raggiunto il suo scopo, ora ha attirato a sé Alessandro, ma la stessa Veronica inizia a provare qualcosa per Alessandro. Alessandro va alla villa delle Taviani dove Aurora gli impedisce di vedere la piccola Eva, ma Alessandro giura vendetta. Quindi il giovane Monforte vuole avere sua figlia e con il permesso del giudice ottiene l'affidamento che Antonio è costretto a dare anche se a malincuore.
Livia sembra aver raggiunto i suoi scopi e con Ottavia in coma ha piazza pulita per tentare di impadronirsi di Primaluce e dei molti poderi dell'anziana Taviani. Veronica ed Edoardo hanno raggiunto il loro scopo: la relazione fra Alessandro ed Aurora è distrutta. 
Tessa vuole investigare con Andrea su chi è la persona intrufolata a Primaluce. Tutti gli indizi portano alla sartoria di Villalba dove la padrona ammette che suo padre prima di morire aveva fatto quel mantello, ma non solo uno ben tredici e consiglia di andare a cercare altre informazioni nei cataloghi della chiesa di Villalba. Tessa e Andrea arrivano in chiesa, ma Don Lorenzo non permette loro di cercare nei cataloghi. Don Lorenzo chiama Elisabetta rivelandoci che lui è il fratello di Veronica e il figlio di Elisabetta, dicendole timoroso che Andrea e Tessa potrebbero scoprire qualcosa. 
Ferentino va a casa Scilla dove fa capire ad Alfredo che devono sbarazzarsi di Ruggero, ma Laura sente tutto e avvisa Camerana che le dice di cercare un avvocato donna di nome Amina. Amina e Laura decidono di collaborare per aiutare Ruggero, e Amina fa capire a Laura che lei conosceva sua madre. 
Alessandro decide di far battezzare Eva alla villa dei Monforte, dove fa in modo che Veronica sia la madrina della bimba, mentre la madre della piccola Eva, Aurora, assiste oltre i cancelli chiusi impotente. Aurora si sente peggio di prima quando Edoardo, che soddisfatto ammira la separazione del fratello dalla Taviani, le rivela che la separazione dalla figlia Eva l'ha permessa anche lui per vendicarsi.
Andrea viene contattato dalla padrona della sartoria che gli dà una foto di Pietrarossa e delle persone con il misterioso mantello durante una processione, quella foto risaliva al novembre 1983. Andrea vuole dire delle sue scoperte a Tessa, ma prima passa al suo maneggio dove vede un cavallo fuori dalla recinzione e fa per riportarlo dentro, ma il giovane Sommariva non sa che quello è un trucco escogitato da Elisabetta che prende un'ascia e gli va dietro alle spalle. Mentre Edoardo si lava, Elena prende il fon e glielo butta nella vasca. Aurora, sconvolta e determinata a riprendersi la piccola Eva, minaccia Alessandro con un fucile del nonno defunto.

## Episodio 8
- Diretto da:
- Scritto da: Michele Abatantuono (sceneggiatura), Luca Biglione (soggetto), Maria Carmela Cicinnati (sceneggiatura e soggetto), Francesca Demichelis (soggetto) e Nicola Lusuardi (soggetto)

### Trama
Alessandro crede di essere morto dopo il colpo sparato da Aurora, invece la giovane ha sparato un colpo in aria. 
Edoardo si è salvato dalla furia di Elena solo perché il fon aveva avuto un cortocircuito prima di entrare in acqua e l'accusa di essere pazza nel voler tentare di ucciderlo solo perché gelosa di Elvira, che si è infatuata di lui. Mentre discutono, i due sentono uno sparo ed Edoardo esce in cortile per vedere, dall'uscio della porta assiste all'immagine di Aurora in ginocchio e Alessandro che le punta il fucile contro, ma poi lo lancia lontano e le intima che dopo questa scena si sarebbe potuta scordare sua figlia. 
Tessa arriva al maneggio Sommariva e trova Andrea steso per terra e sanguinante, ferito alla gola, che cerca invano di farle capire qualcosa per poi morire tra le sue braccia. La ragazza impazzisce a vedere il ragazzo per cui provava qualcosa morto e chiama i carabinieri; sotto choc, sviene e per farla dormire la notte le somministrano dei sedativi. Quando in preda agli incubi si sveglia, ci sono le sue sorelle a prendersi cura di lei, e il maresciallo Mancini, venuto per farle qualche domanda sull'accaduto e ipotizzando che l'omicidio sia avvenuto per debiti al gioco. 
La notizia della morte del figlio arriva a Cesare che è disposto ad iniziare una guerra contro Edoardo, infatti Cesare pensa che sia stato lui ad uccidere il figlio. Sommariva quindi va da Edoardo, ma questo gli spiega che a quell'ora era a casa ed Elena può confermarlo, Cesare quindi non riesce a capire chi possa essere stato. 
Amina va in carcere da Ruggero. Lì l'avvocato spiega a Camerana che Andrea Sommariva è stato ucciso con un taglio alla gola e che Tessa ha visto entrare a Prima Luce una persona incappucciata con una collana d'oro che crede legata dell'omicidio di Andrea. A quelle parole l'astuto Ruggero Camerana arriva a comprendere la soluzione del mistero e sa chi ha ucciso Sonia, Amedeo, sua figlia e Andrea; e, visto che nessuno può collegare direttamente Ruggero agli omicidi di Monsignor Krauss e del Maresciallo Corti, deve solo ricattare Tessa: lui le dirà chi è il colpevole solo se lei ritirerà la denuncia in base alla quale Ruggero aveva tentato di affogarla nella "spa" di casa sua. Tessa dapprima riluttante, si convince quando Ruggero le consegna un biglietto con scritto "Ex tenebrae ad lucem". 
Nel maneggio, Filippo Sommariva, cercando qualsiasi cosa che potesse aiutare a capire l'omicidio del fratello, trova sull'elenco dei numeri di telefono, quello della bottega dei costumi cerchiato in rosso ed un foglietto di carta. A quel punto cerca Tessa e glielo mostra pensando che possa essere d'aiuto e lei rimane sconcertata perché vi è scritta la stessa frase che compariva sul foglietto datole da Ruggero. A quel punto la giovane, con il maresciallo Mancini, si reca dalla signora della bottega per chiederle se aveva richiamato Andrea per dargli delle informazioni nuove, ma la donna impaurita, mentendo, nega e la ragazza va su tutte le furie. Decide così di andare da Don Lorenzo per chiedergli di poter accedere ai cataloghi della chiesa e di fronte al suo rifiuto sospetta che il prete sia immischiato in qualcosa. 
La data per sentenza del ricorso si avvicina ed Aurora teme di non rivedere più sua figlia. Senza darsi per vinta, si reca nello studio di Edoardo ed in maniera sensuale gli dice che lui la potrà avere solo se le farà riavere la bambina. 
La sera stessa, Edoardo ed Elvira vanno a cena fuori, dopodiché passano la notte insieme. Al mattino dopo Elvira si accorge di essere sola nella camera ed uscendo incontra Elena, la quale l'avverte che suo fratello la usa e che fa così con tutte, ma quest'ultima non le crede e se ne va via arrabbiata, rendendosi poi conto che Elena aveva ragione quando ha provato a cercare Edoardo per telefono e lui neanche le ha risposto. 
La mattina successiva, Edoardo si reca a Primaluce e dice ad Aurora che a lui non interessa che lei si conceda solo per una notte; se la donna vuole riavere la figlia dovrà sposarlo e passare il resto della vita con lui, e le dà il tempo per pensarci. L'uomo a quel punto ritorna dal giudice che dovrà emettere la sentenza e gli intima di accettare il ricorso presentato da Aurora per riavere la bambina, ma l'uomo si rifiuta di sottostare ai suoi ricatti dicendogli che rifiuterà il ricorso. Edoardo a quel punto, per poter attuare il suo piano, ha come unico modo coinvolgere la sorella, la quale dovrà testimoniare contro Alessandro e a favore di Aurora, facendo leva sull'amore che la zia prova per la piccola Eva. 
Il giorno dopo, Aurora vince la causa e Alessandro s'infuria con la sorella per le bugie che ha raccontato, disconoscendola. Aurora, insieme al maresciallo, si reca a Villalba per riprendersi Eva, tra l'ira di Alessandro, ma sa anche che dovrà sottostare al patto fatto con Edoardo, ovvero sposarlo. Proseguono le indagini sull'omicidio del giovane Sommariva, e nel bosco viene rinvenuta l'arma del delitto insanguinata, il che porta a pensare come colpevole ad una persona che conosce bene il posto e sa come orientarsi nel bosco. 
In ospedale Ottavia si riprende, uscendo dal coma in cui era da settimane. E, quando le nipoti dopo esserla andata a trovare se ne vanno, Ottavia vede delle suore passare e, essendo vestite di nero, si ricorda che una donna incappucciata l'aveva aggredita. Ottavia però non sospetta minimamente che quella donna è Elisabetta, che sembra aver vinto la sua guerra. Alessandro si reca da Veronica e fanno di nuovo sesso, mentre Aurora dice ad Edoardo che lo sposerà dove e quando vorrà, anche se se ne pentirà.

## Episodio 9
- Diretto da:
- Scritto da: Michele Abatantuono (sceneggiatura), Luca Biglione (soggetto), Maria Carmela Cicinnati (soggetto), Francesca Demichelis (soggetto) e Nicola Lusuardi (soggetto)

### Trama
Alla Tenuta dei Monforte arriva don Lorenzo. Livia domanda al parroco cosa faccia li, ma arriva Edoardo che dà la notizia alla madre; lui ed Aurora si sposeranno l'indomani. Livia per impedire le nozze tenta di convincere il figlio a non sposare Aurora, ma questo non vuole sentire ragioni. 
Lo spietato Ruggero Camerana è libero e stringe un accordo con Tessa: lui gli dirà chi ha ucciso Andrea solo quando lo riterrà più opportuno. 
Intanto ai cancelli dell'inquietante villa di Pietrarossa arriva Ruggero Camerana, questo ricorda che una ragazza stava correndo verso le porte della misteriosa casa, ma lei fu portata dentro ai suoi tutori, poi si ricorda di quello che Tessa gli aveva detto riguardo alla persona incappucciata che era entrata a Primaluce e dice che nessuno può morire due volte e se ne va. Tessa chiede a Bruno di confermare in tribunale le sue parole, in modo che Camerana non torni in prigione. 
Il giorno prima del matrimonio, Aurora si trasferisce alla Tenuta Monforte, dove scatena l'ira di Livia, che però deve tenere la testa abbassata se non vuole essere cacciata da suo figlio. 
Intanto Elena, dopo un ennesimo scontro con sua madre, si ubriaca al Tessa Bar, dove viene soccorsa da Antonio. Tra i due sembra esserci una forte intesa. Il giorno dopo è proprio Antonio a portare a casa Monforte Elena, ma quando il giovane Maresciallo arriva in centrale trova Ferentino. 
L'astuto magistrato si fa credere agli occhi del ragazzo di essere il nuovo sostituto del Procuratore Uberti, Antonio spiega a Ferentino che ha modo di credere che a Villalba esista una setta segreta e gli mostra una foto con il simbolo de le Tre Rose. Ferentino però convince Antonio a raccontare solo a lui dei suoi progressi. 
Nel frattempo a casa Taviani torna Ottavia accompagnata in auto da Cesare. Quando Cesare se ne va e la nonna entra in casa Marzia e Tessa spiegano alla nonna che Aurora si sta sposando con Edoardo e così lui ritirerà la querela. Tessa, con disapprovazione di Marzia, racconta alla nonna anche della misteriosa persona incappucciata entrata in casa Taviani e Ottavia corre nella sua stanza per vedere se i documenti sulla denuncia di Luca e i misfatti di Amedeo Torre sono ancora lì, ma non li trova e capisce che la persona che è entrata in casa l'ha anche aggredita. 
Matteo e Laura, dopo continui incontri clandestini, confessano ad Alfredo di avere una relazione. L'uomo rassicura il figlio e gli dice che è felice che i due abbiano detto la verità. 
È il giorno del matrimonio, e mentre Alessandro cerca di non pensare a ciò che sta per accadere lavorando nelle vigne di Pietrarossa, Veronica va in chiesa per essere di sostegno a Livia. In chiesa va anche Camerana, per rendere pubblico il suo ritorno in paese. Alessandro, vincendo il suo orgoglio, si presenta in chiesa prima dello scambio delle promesse, chiedendo ad Aurora di non sposare Edoardo. Lei prima tentenna, ma poi si gira e dice di sì ad Edoardo. Ad Alessandro non resta che andarsene, seguito da Veronica, pronta a consolarlo. Ma lui preferisce rimanere da solo e l’allontana. Finita la cerimonia Veronica si confida con il fratello: non può più fare del male ad Alessandro, perché si è innamorata di lui.  
Mentre alla Tenuta dei Monforte si tiene il ricevimento di nozze, Ottavia, che ha scoperto il furto da casa sua di un documento importante lasciatole in eredità dalla figlia, si presenta lì e incontra qualcuno con cui parlare di cosa sta accadendo. Tutta Villalba è coperta dal buio della notte; Ottavia telefona a qualcuno dicendogli di presentarsi nella strada che porta al vecchio mulino altrimenti lo denuncerà ai carabinieri, poi esce di casa. 
Per Edoardo e Aurora è la prima notte di nozze, ma la ragazza ribadisce al marito che non lo amerà mai, potrà avere solo il suo corpo. L’uomo si ubriaca e poi spaventa la Taviani, lasciandole intendere che la loro vita sarà un inferno. Ma mai quanto è d’inferno la vita di Veronica: la madre, scontenta di come stanno andando le cose con Alessandro, quasi l’affoga dentro la vasca da bagno. La ragazza è terrorizzata. 
Ottavia è nella strada per il vecchio mulino e vedendo che nessuno arriva sta per andarsene, ma ad un certo punto arriva un'auto. Ottavia tenta di andargli incontro e gli dice di fermarsi, ma l'auto non si ferma e accelera prendendo in pieno l'anziana Taviani che cade al suolo in fin di vita, mentre l'auto scompare nel buio della notte. E ancora una volta una delle ultime persone che conoscevano i segreti di Pietrarossa è morta.

## Episodio 10
- Diretto da:
- Scritto da: Michele Abatantuono (sceneggiatura), Luca Biglione (soggetto), Maria Carmela Cicinnati (soggetto), Francesca Demichelis (soggetto), Andrea Galeazzi (sceneggiatura) e Nicola Lusuardi (soggetto)

### Trama
Marzia porta in camera di Ottavia la colazione per l'anziana Taviani, ma non la trova. Impaurita, domanda prima a Tessa e poi ad Aurora che accorre a Primaluce dopo aver perlustrato i vigneti. 
A Primaluce arriva Antonio, il giovane maresciallo, che rivela una cosa sconcertante alle sorelle Taviani: la loro nonna è stata trovata morta nei pressi del vecchio mulino, investita da un'auto. Aurora inizialmente non crede all'accaduto e quando vede il corpo della nonna il suo non regge e sviene. Tutta Villalba si stringe attorno alle tre sorelle e persino Alessandro esprime la sua vicinanza ad Aurora, sempre più infelice al fianco di Edoardo, nonostante quest’ultimo si sforzi di far funzionare il loro rapporto. 
Tessa intanto corre da Ruggero: vuole sapere se lui c’entra con l’assassinio di sua nonna. Ma l’uomo non sa nulla, e anzi promette alla ragazza che se chi ha ucciso Ottavia è la stessa persona che ha ucciso sua figlia, come pensano, pagherà per entrambi i delitti.  
A Pietrarossa Veronica, spaventata per il tentativo di annegamento subito dalla madre, decide di liberarsi una volta per tutte dalla sua oppressione, e la rinchiude in soffitta, con l’idea di farla morire di fame e di sete. Elisabetta se ne accorge ed impotente tenta di spostare l'armadio con scarsi risultati. Veronica informa don Lorenzo di aver rinchiuso sua madre, che lui però ancora teme. 
Antonio, frustrato dagli omicidi di Villalba che non riesce a risolvere, si dedica anima e corpo alle indagini. A sostenerlo c’è Elena, ormai innamorata di lui. 
Tessa va a villa Camerana. Lì Ruggero si accorge che Tessa è stata seguita da Bruno, Camerana dunque intima ad Attali di andarsene e questo se ne va dopo aver tentato di convincere Tessa di andarsene. Ferentino cerca di convincere Antonio a smettere con le indagini, ma questo non vuol sentire ragioni. Ferentino allora decide che dovrà far tacere Antonio per sempre. 
Le sorelle Taviani vengono informate della cremazione della cadavere della nonna che nel testamento chiede alle nipoti che le sue ceneri siano sparse nei vigneti da lei tanto amati. Dopo la morte di Ottavia il direttore della banca contatta le sorelle Taviani: da loro c’è una cassetta di sicurezza intestata alla defunta, aperta nel lontano 1984, anno in cui è nata Aurora. Là dentro le sorelle trovano 120 milioni di lire ormai inutilizzabili, e scoprono che la nonna non apriva quella cassetta dal 1987. Marzia inizia ad indagare e scopre che quei soldi arrivano con bonifici mensili da una associazione creata da Amedeo Torre proprio nel 1984. Elvira ed Aurora parlano di ciò che le Taviani hanno scoperto e le due ragazze iniziano a pensare che Amedeo era anche il padre di Aurora, Marzia e Tessa. Elvira promette ad Aurora di andare a Milano a fare qualche domanda agli ex soci del padre. 
Amina e Ruggero investigano più a fondo sul passato di Veronica scoprendo che la donna è legata a don Lorenzo. I due fratelli iniziano a preoccuparsi. Veronica intanto è sempre più innamorata di Alessandro, che ora vive da lei a Pietrarossa. Aurora crede che Livia sappia qualcosa di più sulla morte della nonna, infatti questa sembra nascondere un segreto in cui c'entrava anche la mamma delle Taviani e figlia di Ottavia, Eva. Ruggero fa visita a Don Lorenzo e dopo averlo minacciato gli dice che tornerà a trovarlo. 
Tornata a casa, Veronica trova una bambola decapitata in mezzo al cortile e capisce che la madre gliela farà pagare. A questo punto corre in soffitta e nota che qualcuno ha spostato l'armadio e l'ha liberata. Scende in giardino e chiama a sé i suoi cani per proteggersi da un'eventuale aggressione della madre, ma questa compare all’improvviso e i cani non ubbidiscono a Veronica, ma ad Elisabetta che prende a frustate la figlia per vendicarsi del torto subito. 
Matteo e Laura vogliono partire e Alfredo organizza un ricevimento dove invita Alessandro, Elena e altre persone, ma è una trappola  per Laura. Alfredo dice, infatti, a Laura di andare a prendere dell'altro vino, ma quando Matteo, come gesto cavalleresco, scende al posto di lei nello scantinato, senza essere visto da Alfredo, cade invece lui nella trappola di Alfredo che aveva legato la botte per uccidere Laura e così l'intero scaffale di damigiane cade addosso a Matteo. 
Aurora, Marzia e Tessa scoprono che durante il parto di Aurora, Eva fu fatta partorire da Sonia Sommariva e da Amedeo Torre. In ospedale però non c'era nessuna cartella clinica sul parto di Eva e capiscono che qualcosa non va. Elvira consegna alle Taviani una foto in cui si mostra Ottavia, Eva, le piccole Marzia e Tessa all'epoca del compleanno di quest'ultima; nella foto Eva doveva essere incinta di otto mesi, ma lì la Taviani non aveva la pancia gonfia e le Taviani rimangono stupite della rivelazione: infatti la foto rivela che Eva non è la madre di Aurora.

## Episodio 11
- Diretto da:
- Scritto da: Michele Abatantuono (sceneggiatura), Luca Biglione (soggetto), Maria Carmela Cicinnati (sceneggiatura e soggetto), Francesca Demichelis (soggetto) e Nicola Lusuardi (soggetto)

### Trama
Dopo aver appreso di non essere una Taviani, Aurora torna alla Tenuta dei Monforte da Eva che in quel momento è la sua unica certezza. Veronica cerca in tutti i modi di nascondere le frustate ricevute ad Alessandro e quando questo le vede si giustifica invano, ma l'uomo sospetta qualcosa. 
Bruno informa Marzia, che ha assunto il controllo di Prima Luce dopo la morte della tanto amata nonna, che vuole licenziarsi e andare a cercare lavoro in Veneto e quando Tessa lo scopre ci rimane male. Marzia assume così come braccianti Cesare e Filippo. 
Livia viene informata da Alfredo dell'incidente che Matteo aveva subito in cantina. Laura cerca di convincere Livia che non è stato un incidente, ma che il colpevole è Alfredo. Questa però non le crede. 
Pietra Rossa, tornata saldamente sotto il controllo di Elisabetta, sorge ancora imponente a Villalba, lì Alessandro dopo aver accettato di lavorare nelle vigne dell'antica Tenuta trova quattro scheletri, tutti e quattro hanno un anello. 
Antonio, informato dell'accaduto, scopre che il simbolo negli anelli e l'abbreviazione di Ex Tenebris Ad Lucem, quindi con Tessa torna alla sartoria. La padrona della sartoria non può fare altro che ammettere la verità: fu suo padre a fare i mantelli per la misteriosa setta di Villalba e fu lui a fare anche gli anelli. Aurora intanto racconta quello che ha scoperto, cioè di non essere una Taviani, ad Edoardo che in quel momento gli sembra l’unico di cui potersi fidare. 
Ruggero e Amina vengono informati da Cesare che Andrea aveva scoperto qualcosa su una certa setta segreta che si faceva chiamare le Tre Rose. Ruggero a quelle parole convoca Alfredo. Lì l'ex avvocato racconta a Camerana del ritrovamento degli scheletri e degli anelli. Ma Ruggero non è l'unico a saperlo: Elisabetta infatti l'ha appena saputo da Veronica e quando la figlia scende Elisabetta distrugge ogni indizio che dimostrava che lei viveva in quella soffitta e spinge Elvira dalle scale. Elvira scappa e si dirige da Filippo. La caduta di Elvira dimostra ad Alessandro che qualcuno vive a Pietrarossa oltre a loro e con disappunto di Veronica sale nell'inquietante soffitta, ma Elisabetta e le sue cose sono scomparse. 
Veronica è preoccupata perché non trova la madre da nessuna parte e lo dice a Don Lorenzo e anche il parroco è in pensiero. Laura lascia Villaba e torna dalla madre, imprenditrice che gestisce un bordello. Aurora se ne va da casa Monforte dicendo addio ad Edoardo che ritira la querela contro le Taviani. Bruno, Clelia e Sofia partono; Tessa dà l'ultimo saluto al tanto amato ragazzo. 
Aurora torna a Prima Luce dove ricomincia le indagini. Marzia intanto cerca di riprendere la sua relazione con Antonio. Nei sotterranei di Pietrarossa una ragazza rinchiusa piange. Ed ora più che mai la vendetta di Elisabetta sta per compiersi.

## Episodio 12
- Diretto da:
- Scritto da: Michele Abatantuono (sceneggiatura), Luca Biglione (soggetto), Maria Carmela Cicinnati (soggetto), Chiara Clini (sceneggiatura), Francesca Demichelis (soggetto) e Nicola Lusuardi (soggetto)

### Trama
Dopo aver scoperto che anche Amedeo Torre faceva parte della misteriosa setta di Villalba, Tessa e Aurora scoprono una chiesetta poco lontana da Pietra Rossa. All'interno della chiesetta si trovano tre tombe quella di Leonardo e Arianna Gori, ma c'è una terza tomba: quella di una bambina nata morta il 4 maggio 1984. Aurora così parla delle scoperte ad Alessandro e i due si avvicinano sempre di più. 
Elvira dopo aver abbandonato Pietrarossa si stabilisce al maneggio Sommariva riuscendo a far riappacificare Filippo e Cesare. Elisabetta ordina a Veronica di portare Livia da lei. Livia arriva a Pietrarossa e, quando Veronica va via, si trova di fronte Bettina. Livia viene minacciata da Elisabetta che desidera quello che anni prima gli spettava altrimenti rivelerà a tutti chi è in realtà Livia. 
Aurora e Alessandro rinvengono nella tomba della bambina della chiesetta dei fiori freschi e capiscono che qualcuno è stato li. Scoprono che i fiori sono stati comprati da una suora. La suora quindi rivela ai due che la bambina in realtà è sua figlia seppellita li sotto falso nome per fare in modo che la vera figlia di Rosa Gori, figlia di Leonardo e Arianna Gori, non venisse uccisa dai nemici della famiglia un tempo proprietaria di Pietrarossa. 
Elena ama Antonio a disappunto della madre. Alessandro e Aurora passano sempre più tempo insieme anche se Veronica non vuole. Livia ordina ad Alfredo di versare tutti i suoi averi in un conto cointestato fra Matteo e lei e Alfredo sottomesso dalla donna accetta.
Aurora apprende che anni prima un giudice si occupava delle faccende di Pietrarossa: il giudice Savio, giudice in pensione. Aurora domanda all'anziano giudice se conosce qualcosa riguardo Pietrarossa, ma questo nega per poi quando è solo convocare nella sua villa sia Alfredo che Ferentino ordinando ai due che si devono sbarazzare di Aurora prima che questa scopra troppo. 
Alessandro scopre da dove deriva tutta la ricchezza della sua famiglia: i Monforte avevano comprato molto di quello che era di Pietrarossa e domanda questo alla madre mentre sono presenti sia Edoardo che Elena, ma questa non risponde al figlio. È proprio Alessandro a scoprire che l'avvocato di Rosa Gori era Alfredo Scilla. Veronica trova una foto dei vecchi abitanti di Pietrarossa dove vede che la madre non era la padrona della villa, ma la domestica. Veronica rinfaccia alla madre la sua scoperta che gli dice che lei non ha mai voluto rivendicare Pietrarossa, ma ciò che qualcuno le ha tolto in passato. 
Amina scopre che Don Lorenzo e Veronica sono fratelli e lo dice a Ruggero. Livia va da Camerana e gli dice che hanno un problema: Elisabetta è viva. Camerana quindi disperato rapisce sia Veronica e Don Lorenzo e li porta dove è stata uccisa sua figlia: il lago di Villalba. Elisabetta arriva nel posto e dice a Camerana che se tocca i suoi figli lei uccide Viola, che ora tiene prigioniera. Elisabetta spiega a Ruggero che vuole ciò che le hanno tolto e che non la devono più chiamare Bettina, ma Elisabetta. 
Camerana quindi per impedire che Elisabetta uccida la figlia si arrende al volere della donna e con lui cade sotto Elisabetta anche la setta de le Tre Rose. Dunque non era Ruggero a mettere paura agli altri: nessuno si può salvare se nemico di Elisabetta. Ferentino e Alfredo spiegano a Edoardo che se non uccide lui Aurora come ordinato dal giudice Savio la uccidono loro.

## Episodio 13
- Diretto da:
- Scritto da: Luca Biglione (soggetto), Christian Bisceglia (sceneggiatura), Maria Carmela Cicinnati (soggetto), Francesca Demichelis (soggetto) e Nicola Lusuardi (soggetto)

### Trama
Edoardo per impedire che Aurora venga uccisa da Ferentino decide di rapirla. Edoardo quindi si intrufola a Primaluce e rapisce la tanto amata donna dopodiché la porta in uno dei molti cantieri che erano di proprietà di Terenzi prima della sua morte.
Amina trova un video inviato da Elisabetta dove si vede Viola rinchiusa in una prigione impossibile da identificare e così questa convince Ruggero a negoziare con Elisabetta. 
Laura torna da Matteo, dimesso dall'ospedale. Così la ragazza abbandona il lussuoso bordello della madre Lisandra che sembra avere qualche legame del passato con Ruggero. Quando Laura arriva, Matteo trova le prove che il padre ha manomesso lo scaffale. Alfredo nega quella che è l'evidenza e così viene nuovamente rifiutato dal figlio, che decide di abbandonare il padre e rifarsi una vita con Laura.  
Ruggero deciso a riprendersi sua figlia va a Pietra Rossa dove lo aspetta Elisabetta. Questa gli dice che in cambio di Viola lui gli deve dare metà dei suoi terreni e di tutte le sue ricchezze. Elisabetta aggiunge però che lei vuole anche la metà dei possedimenti di Ferentino, Scilla, del defunto Terenzi e dei Monforte. Ruggero dice che gli altri non accetteranno mai, ma Elisabetta gli spiega che se anche gli altri non gli daranno la parte di denaro che anni prima li tolsero, consegnerà alla polizia un diario su tutti i segreti della setta e sui nomi dei membri, Camerana dunque è costretto ad accettare insieme agli altri membri de le Tre Rose che non sospettano minimamente che Elisabetta è tornata (eccetto Livia).   
Edoardo fa arrivare al cantiere Alessandro consegnandoli Aurora e dicendogli che deve proteggerla perché è troppo vicina alla verità. Edoardo dice ai due che non devono fidarsi assolutamente di Veronica Torre perché è una ragazza piena di segreti. Alessandro porta Aurora al sicuro e poi affronta Veronica dicendogli che se lei lo ama veramente gli deve raccontare il perché Edoardo ha detto a lui e ad Aurora di non fidarsi di lei. Lei le racconta che gli omicidi di Sonia, Amedeo e di Andrea sono stati commessi dalla madre che vuole vendicarsi contro chi l'ha tradita. Veronica non sapendo altro però le dà una mappa sui sotterranei di Pietra Rossa dicendogli che troverà un diario che la madre non gli ha mai lasciato toccare.   
Marzia e Tessa, sotto ordine di Alessandro, affidano a Filippo e a Elvira la piccola Eva in modo che sia al sicuro da Ferentino e dal Giudice Savio.  
Viola sempre prigioniera di Elisabetta nei sotterranei di Pietra Rossa è senza mangiare da giorni, sperando che il padre riesca a trovarla. Il giudice Savio ordina a Ferentino di rapire la piccola Eva in modo che Aurora la salvi e venga uccisa perché troppo vicina alla verità.   
Alfredo si suicida dopo essersi pentito del male fatto al figlio. Infatti, attira con l'inganno Laura e Matteo al lago di Villalba e dopo aver detto ai due l'ultimo addio si getta nel lago affogando e uccidendosi. Matteo quindi, per il dispiacere, senza sapere che dietro c'è anche Elisabetta, lascia Laura e con sorpresa Livia scopre che Alfredo aveva nominato suo unico erede Matteo e non lei.   
Ferentino assieme ai suoi scagnozzi cerca di portare via la piccola Eva ad Elvira, ma arriva Edoardo prima di lui che avvisa la ragazza e per proteggerle le fa fuggire. Edoardo viene prima pestato pesantemente e poi rincorso dagli scagnozzi di Ferentino nel bosco fino a un precipizio su una cascata, dove si getta per scampare al corrotto magistrato, sopravvivendo alla caduta ed all'unico colpo.   
Alessandro mostra la mappa dei sotterranei ad Aurora e i due decidono di avventurarsi li per scoprire i segreti di Elisabetta. Elvira riesce a scappare da Ferentino solo con l'arrivo di Filippo e Cesare che però non hanno visto l'inseguitore di Elvira e della piccola Eva.   
Don Lorenzo assieme a Veronica, stanchi di coprire i crimini della madre, tentano di farla smettere con la sua vendetta, ma questa in preda alla collera e al panico aggredisce con un coltello sua figlia Veronica, Lorenzo però riesce a salvare sua sorella. In quel preciso istante arriva Ruggero con in pugno una pistola che libera Elisabetta dalla presa di Don Lorenzo, chiudendo in canonica sia Veronica che il fratello e poi con Elisabetta si dirige nei sotterranei di Pietrarossa, dove quest'ultima accerchia di benzina Alessandro, tramortito da lei, dopo una serie di colpi da pistola da parte di entrambi. Intanto Aurora scappa con il diario e trova in una camera il cadavere imbalsamato di una donna vestita da sposa su un letto, sul quale è incisa la scritta Rosa Gori di Pietrarossa.

## Episodio 14
- Diretto da:
- Scritto da: Luca Biglione (sceneggiatura e soggetto), Maria Carmela Cicinnati (soggetto), Francesca Demichelis (sceneggiatura e soggetto) e Nicola Lusuardi (soggetto)

### Trama
Aurora scopre che Ruggero è suo padre. Il confronto tra padre e figlia porta a questa verità, e l’uomo racconta di aver ammazzato gli zii di Rosa Gori, rei di averla uccisa subito dopo il parto, secondo il racconto di Bettina. Ma quest’ultima ha mentito: è stata lei ad uccidere la ragazza, per far sì che poi il Camerana compisse la strage dei parenti e poter avviare la divisione dei beni dei Gori tra i ragazzi di Villalba. Il piano di Bettina è ora ovviamente quello di uccidere Ruggero e Aurora, ma suo figlio Lorenzo glielo impedisce e la invita a fuggire con lui. 
Nel frattempo, Veronica ha portato in salvo Alessandro. Quando Lorenzo si rende conto che sua madre è impazzita e vuole uccidere ancora, decide di farla finita con lei, e dà fuoco a se stesso e sua madre. I due muoiono, e Veronica non può fare nulla per salvarli. L’arrivo dei carabinieri porta alla luce le prime risposte su quanto accaduto non solo quella notte, ma anche per gli omicidi passati. 
Edoardo è salvo è riesce a tornare a casa dove affronta sua madre. Alessandro invece va a recuperare sua figlia dai Sommariva, e la riporta da Aurora a Primaluce. 
Ferentino e l’anziano giudice tramano ancora contro Aurora: vogliono che non sia provato che lei è la figlia di Rosa Gori, in modo che non possa riprendere la sua eredità, e per questo decidono di falsificare il test del dna, obbligando il medico legale che si occuperà dell’autopsia. 
Con l’aiuto di Veronica, Ruggero riesce finalmente a trovare sua figlia Viola e portarla in salvo. La consegna poi alla giustizia, ma Antonio gli consente di curarla in casa prima del suo arresto. Camerana rivela alla ragazza che non è il suo vero padre, ma che l’ha adottata quando aveva pochi mesi. La notizia la sconvolge e la fa sentire una seconda scelta. Seppur a malincuore Viola accetta la richiesta del padre: consegnarsi alla giustizia, ma prima di farlo rivela di aver sentito un colloquio fra Elisabetta e una donna chiamata "la moglie del mezzadro". Questo nome fa comprendere a Ruggero chi è la mandante dell'omicidio di Rosa: Livia Monforte, dato che il suo soprannome era quello anni prima (lei stessa usa il mantello di Elisabetta, guardando Aurora da Pietrarossa un'ultima volta, mentre se ne va di notte), e inoltre, dopo aver ordinato a Elisabetta di uccidere Rosa, voleva uccidere Veronica e suo fratello Simone, che però furono salvati da Sonia (erano loro i due bambini nel ricordo di quest'ultima).
Ruggero, dopo l'arresto di Viola, affronta la matriarca Monforte con Aurora e arriva quasi a strangolarla. Quest'atto spaventa Aurora che rinnega il padre dicendogli che non vuole avere più a che fare con lui e la sua violenza. Veronica confessa a Mancini tutti gli omicidi commessi dalla madre (Rosa, Amedeo, Sonia e Andrea) e dopo un triste abbandono verso Alessandro viene arrestata. 
Tessa si rende conto che l'unico omicidio rimasto in sospeso è quello di sua nonna Ottavia e questo porta Alessandro ad indagare, arrivando a scoprire che l'auto della madre ha avuto un incidente la stessa notte in cui Ottavia venne investita. Alessandro, capendo che è stata la madre ad uccidere Ottavia, smaschera Livia facendola arrestare. 
Anche Ferentino viene arrestato per aver manomesso le prove del DNA insieme agli altri componenti delle ormai sciolte sette delle "Tre Rose" e della Confraternita, tranne Savio, mentre Edoardo lascia per sempre Villalba andando all'estero. 
Ruggero dice ad Aurora ciò che c'era scritto nell'ultima pagina del diario, come confessione che lui stesso fece al suo amore Rosa e che Elisabetta voleva ottenere per smascherarlo con essa: vi era scritto che lui, credendo fossero stati gli zii tutori a uccidere Rosa e Aurora da neonata, li aveva uccisi tutti anni prima aiutato da Luca Monforte, Ferentino e Scilla: dopodiché i quattro assassini avevano chiuso Pietrarossa, seppellito i cadaveri nelle vigne (erano loro gli scheletri ritrovati) e, rubando le terre e le ricchezze dei Gori per essere ripagati da Camerana, se le spartirono tra loro, dandole anche a Ruggero che, distrutto per la morte di colei che amava, da allora cambiò carattere e divenne spietato. 
A questo punto la verità è chiara e Aurora, pur senza denunciare suo padre e Ferentino per gli omicidi, reclama tutte le ricchezze dei quattro, che diventano sue, in quanto unica erede dei Gori; dunque anche Alessandro dovrà cedere tutte le sue terre, le sue ricchezze e la sua casa onestamente. Aurora va a Pietrarossa dove nel cancello trova una lettera di Veronica che la informa che gli permetterà di tenere Pietrarossa, ma non Alessandro quando uscirà dal carcere. Aurora e Alessandro si giurano amore decidendo di attendere perché il Monforte deve scontare le sue colpe, con la promessa però di riuscire a tornare insieme un giorno.